# Петро, Михал
Михал Петро (словац. Michal Petro; 25 сентября 1916, Шумьяц, Австро-Венгрия — 1945, Третий рейх) — словацкий военный, участник Второй мировой войны и деятель Движения Сопротивления.

## Биография
Родился 25 сентября 1916 в местечке Шумьяц (ныне Банска-Бистрицкий край, Словакия). Родители: Михал Петро-старший и Катарина Петрова (Маргетова). Учился в реальной гимназии города Лученец, с 1936 по 1939 годы обучался в Пражском и Братиславском университетах на факультете медицины, затем бросил учёбу. С 1939 года — подпоручик словацкой армии, в 1942 году в составе 2-й охранной дивизии. Перешёл на сторону советских войск, вступил в 1-й чехословацкий партизанский отряд. С августа 1944 года помощник генерала Рудольфа Виеста. Участник Словацкого национального восстания. Был ранен, лечился в больнице Банской-Бистрицы, где был арестован немцами 22 декабря 1944. Умер в 1945 году в Германии.
В 1943 году награждён медалью «Партизану Отечественной войны», в 1944 году — Чехословацким Военным крестом 1939 года, в 1969 году — чехословацким Орденом Красной Звезды (посмертно).